# Ursula Piëch
Ursula Piëch /’ʊrzula 'piɛç/ (nacida Ursula Plasser el 19 de mayo de 1956 en Braunau am Inn) es una directiva austriaca, miembro de los consejos de vigilancia del consorcio automovilístico alemán Volkswagen AG y de su marca subsidiaria Audi. Es la segunda mujer de Ferdinand Karl Piëch, nieto de Ferdinand Porsche.

## Trayectoria
Ursula Plasser nació el 19 de mayo de 1956 en Braunau am Inn, pequeña localidad fronteriza entre Austria y Alemania conocida por ser el pueblo de nacimiento de Adolf Hitler. En su juventud recibió formación como educadora infantil.
En 1982 la joven Plasser, que en aquel momento dirigía una guardería, respondió a un anuncio en busca de una institutriz para los hijos de Ferdinand Piëch publicado por Marlene Porsche, pareja sentimental de Ferdinand y exmujer de su primo Gerd Porsche. El magnate austriaco tenía en aquellos momentos nueve hijos: dos con Marlene, cinco con su exesposa Corina Piëch y dos “procedentes de otra relación”. Comenzó a trabajar en el hogar de los Piëch en diciembre de ese año. En septiembre de 1984 Ursula Plasser contrajo matrimonio con Piëch y adoptó su apellido. Ursula y Ferdinand tuvieron tres hijos.
Su influencia en el Grupo Volkswagen comenzó cuando su marido fue elegido en 1993 consejero delegado. Junto a él, tiene el control de las fundaciones Ferdinand Karl Alpha y Ferdinand Karl Beta, creadas por él para administrar las participaciones empresariales que posee: más el 7% de las acciones de la marca Porsche (cuyo accionista mayoritario es el Grupo Volkswagen) y el 10% del Porsche Automobil Holding SE (dueño a su vez de casi un tercio de las acciones del propio Grupo Volkswagen). En 2010, Ferdinand Piëch nombró en su testamento a Ursula heredera de su fortuna, estimada en ese momento en más de 5 000 millones de euros más las acciones, en total unos 35 000 millones de euros, bajo la condición de que no se volviera a casar nunca. Cuando muera Ursula, las acciones no se podrán vender sin el acuerdo de 9 de los 12 hijos de Ferdinand Piëch.
En el pleno asambleario del 19 de abril de 2012, el consejo de vigilancia del Grupo Volkswagen eligió como miembro a Ursula Piëch, quien de este modo sustituyó al jefe de TUI AG, Mischael Frenzel.
Adicionalmente, en mayo de 2013 obtuvo también asiento en el órgano de vigilancia de Audi, una de las empresas subsidiarias de VAG, en sustitución de Christine Hawighorst, exjefa de la presidencia del estado federado de Baja Sajonia, importante accionista de VAG.

## Personal
Ursula Piëch posee una colección privada con al menos doce vehículos que incluye, entre otros, un Ferrari, un Bentley GTC, un Bugatti Veyron y un Audi R8. Reside en Braunschweig.